# Municipio de Burnside (Iowa)
El municipio de Burnside (en inglés: Burnside Township) es un municipio ubicado en el condado de Webster en el estado estadounidense de Iowa. En el año 2010 tenía una población de 316 habitantes y una densidad poblacional de 3,87 personas por km².

## Geografía
El municipio de Burnside se encuentra ubicado en las coordenadas 42°20′11″N 94°6′43″O / 42.33639, -94.11194. Según la Oficina del Censo de los Estados Unidos, el municipio tiene una superficie total de 81.65 km², de la cual 81,65 km² corresponden a tierra firme y (0 %) 0 km² es agua.

## Demografía
Según el censo de 2010, había 316 personas residiendo en el municipio de Burnside. La densidad de población era de 3,87 hab./km². De los 316 habitantes, el municipio de Burnside estaba compuesto por el 95,57 % blancos, el 0,63 % eran afroamericanos, el 0,32 % eran asiáticos, el 0,63 % eran de otras razas y el 2,85 % eran de una mezcla de razas. Del total de la población el 3,16 % eran hispanos o latinos de cualquier raza.